# Diora
Diora est une commune malienne située dans le cercle de Tominian et dans la nouvelle région de San.